# Kostel svatého Rocha (Hradčany)
Kostel svatého Rocha je renesanční kostel nacházející se v Praze 1-Hradčanech v areálu Strahovského kláštera. Na počátku 17. století jej nechal vybudovat císař Rudolf II. jako poděkování za odvrácení morové epidemie.

## Historie

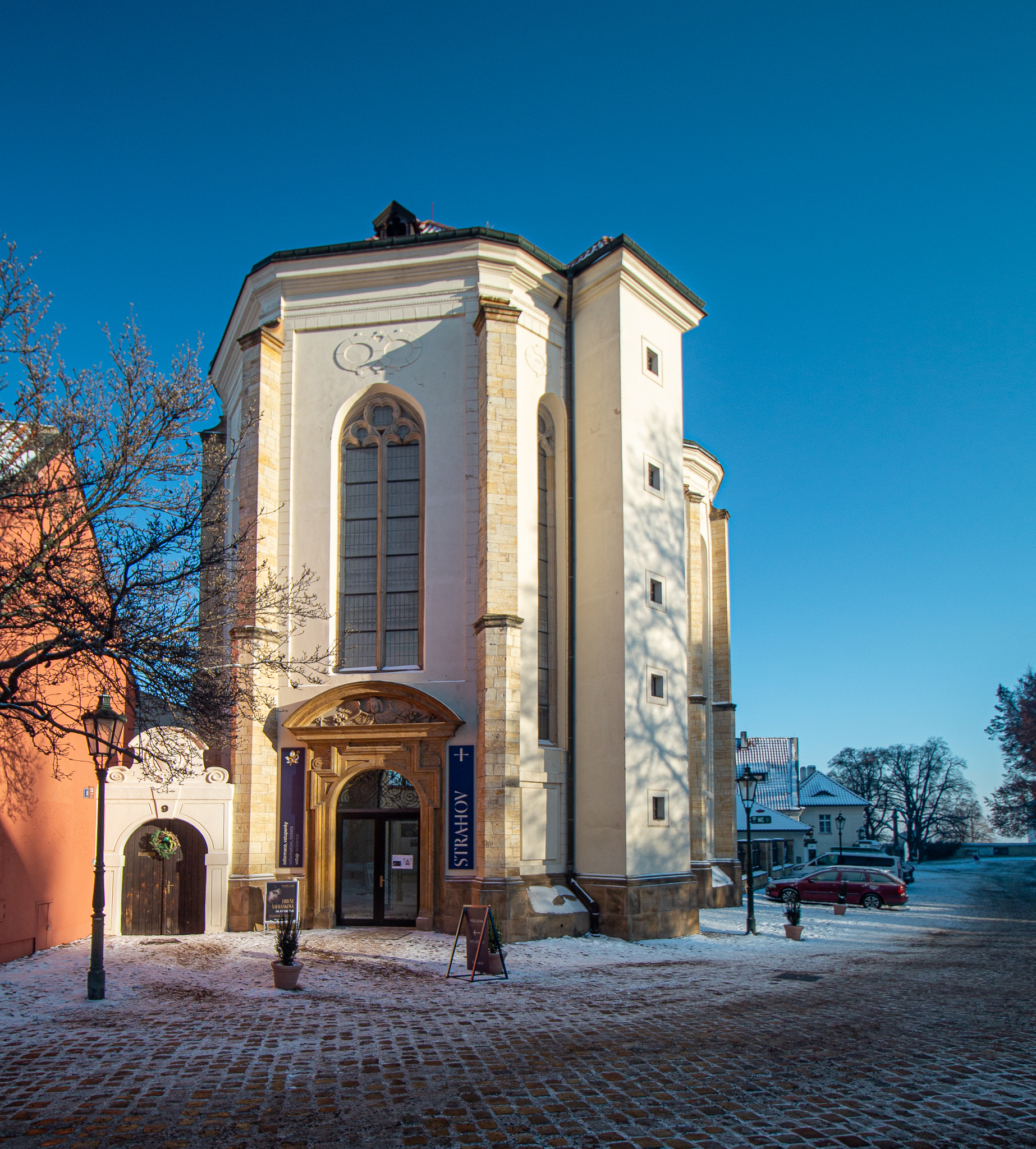
Vstupní část kostela

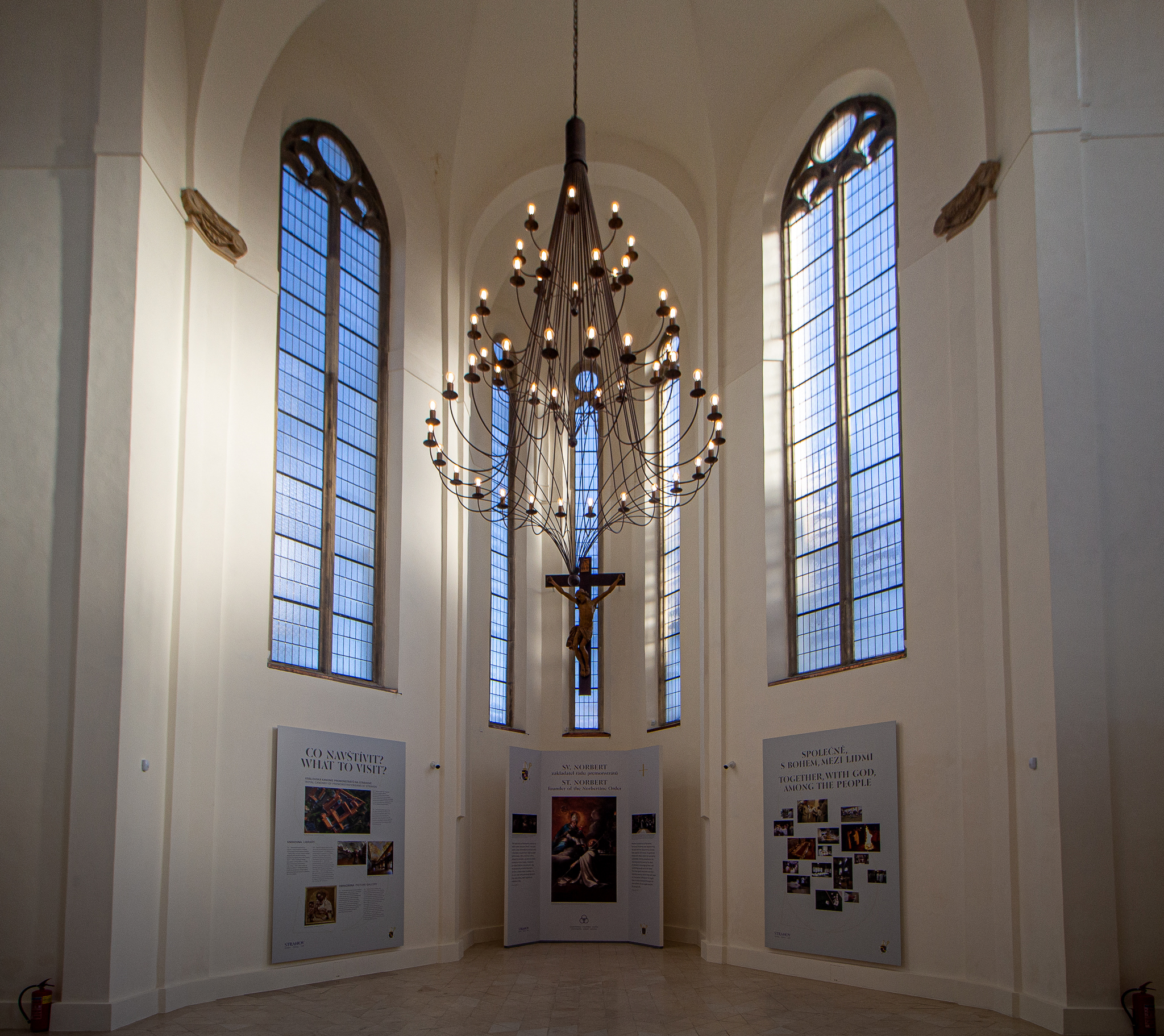
Interiér kostela

Když v roce 1599 řádil v Čechách mor, slíbil císař Rudolf II., že dá postavit nový kostelík ke cti sv. Šebastiána a sv. Rocha. V roce 1602 bylo určeno místo novostavby a 7. června 1603 byl položen její základní kámen. Architekt kostela není znám, ale patrně se jednalo o osobnost spojenou s císařským dvorem. Ačkoli hrubá stavba byla hotová už před císařovou smrtí v roce 1611, dokončovací práce se protáhly do roku 1617, kdy kostel vysvětil pražský arcibiskup Jan Lohelius. Vybavení interiéru trvalo ještě desetiletí. 
Původně byl farním kostelem strahovské farnosti. Za panování císaře Josefa II. byl v roce 1784 zrušen a na místo něj byl farním kostelem prohlášen nedaleký klášterní kostel Nanebevzetí Panny Marie. Krátce pak sloužil jen jako kaple pro zemřelé a následně byl využíván jako kovárna. V roce 1881 provedl strahovský opat Zikmund Antonín Starý rozsáhlou renovaci kostela a 15. října 1882 byl znovu vysvěcen. 
Po roce 1948 byl komunistickým režimem kostel spolu s klášterem "znárodněn" a zprvu sloužil jako depozitář, později byl přeměněn na výstavní síň aukční galerie Miro.

## Popis
Jde o pozdně renesanční architekturu s gotizujícími prvky. Stavba je manýristicky převýšená. Kostel je jednolodní, má pozoruhodný půdorys kompozitního typu. Loď má tvar obdélníku, k němuž přiléhá z jedné strany předsíň  s okosenými rohy a z druhé strany kněžiště téhož tvaru, což navozuje dojem prostoru oválného. K tomuto tělesu přiléhají po stranách dvě pětiboké kaple a v závěru pětiboká apsida, které tak evokují ramena kříže. Umístěny jsou v nich oltáře tří nejvýznamnějších patronů proti nakažlivým chorobám: v apsidě svatého Rocha, v postranních výklencích sv. Šebestiána a sv. Antonína Poustevníka. Oltáře byly zrušeny  Hlavní loď je sklenuta valeně s dvěma páry trojúhelníkových výsečí.